# 97 Dywizja Strzelecka (ZSRR)
97 Dywizja Strzelecka (ros. 97-я стрелковая дивизия) – związek taktyczny piechoty Armii Czerwonej.
Dywizja wzięła udział w kampanii wrześniowej w składzie 17 Korpusu Strzeleckiego.

## Struktura organizacyjna
W 1939
- 69 pułk strzelecki
- 136 pułk strzelecki
- 233 pułk strzelecki
- 41 pułk artylerii lekkiej
- 98 pułk artylerii haubic
- 377 samodzielny batalion czołgów
- 87 dywizjon przeciwpancerny
- 44 dywizjon artylerii przeciwlotniczej
- 66 batalion rozpoznawczy
- 32 batalion saperów
- 47 batalion łączności
- 41 batalion medyczno-sanitarny
- 68 kompania przeciwchemiczna
- 39 batalion transportowy
- 51 piekarnia polowa
- 22 szpital weterynaryjny
- 223 stacja poczty polowej

## Dowódcy dywizji
- płk Gawrił Sierstiuk (był w 1939)[2]